# Highland Park (Los Angeles)
Pour les articles homonymes, voir Highland Park.
Highland Park est un quartier situé dans le nord est de la ville de Los Angeles, en Californie. Historiquement l'une des premières subdivisions de Los Angeles, il accueille aujourd'hui des habitants d'origines ethniques et socio-économiques variées.  